# Nordschleswig

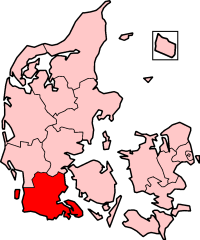
Lage Nordschleswigs (Sønderjyllands) in Dänemark

Als Nordschleswig (dänisch Nordslesvig) wird der seit 1920 zum Königreich Dänemark gehörende Teil des ehemaligen Herzogtums Schleswig bezeichnet. Der bei Deutschland gebliebene Teil wird als Südschleswig bezeichnet.
Von der Wikingerzeit bis 1864 war die schleswigsche Region auf unterschiedliche Art und Weise mit der dänischen Krone verbunden (zunächst unmittelbar, später als Lehen). Von 1867 bis 1920 gehörte Schleswig zur preußischen Provinz Schleswig-Holstein. 1920 kam Nordschleswig zu Dänemark. Von 1970 bis zur Gebietsreform 2007 entsprach das Gebiet Nordschleswigs dem des Sønderjyllands Amt. Es umfasst eine Fläche von rund 5794 km².

## Geografie
Nordschleswig erstreckt sich von der deutsch-dänischen Grenze bis an die Kongeå (deutsch Königsau), im Westen bis Ribe (deutsch Ripen) und im Osten bis an den Kleinen Belt südlich von Kolding.
Das am 1. Januar 2007 in der Region Syddanmark aufgegangene Sønderjyllands Amt war mit Nordschleswig geografisch identisch. Im Dänischen ist der Begriff Sønderjylland für Nordschleswig gebräuchlicher, auch wenn der Begriff Sønderjylland prinzipiell auf die gesamte schleswigsche Region angewendet werden kann. Nach 1920 war für Nordschleswig entsprechend auch der Begriff sønderjyske landsdele (süderjütische Landesteile) verbreitet. Zum ehemaligen Herzogtum gehörten bis zum Deutsch-Dänischen Krieg von 1864 auch einige Kirchspiele bis zur Küste des Koldingfjords (ganz bis zur Stadtgrenze Koldings), die Ostseeinsel Ærø, und – im Mittelalter – Ripen samt seinem südlich der Königsau gelegenen Umland. Diese Gebiete wurden nach 1864 im Zuge eines Landaustausches Dänemark zugeschlagen, das im Gegenzug auf königliche Enklaven in Schleswig verzichtete.
Die Ortsnamen haben sowohl eine dänische als auch eine deutsche Version (siehe auch Liste schleswigscher Ortsnamen).
Um die grenzüberschreitende Zusammenarbeit zu fördern, wurde 1997 die Region Sønderjylland-Schleswig gegründet. Es arbeiten auf deutscher Seite die Kreise Nordfriesland, Schleswig-Flensburg, die Stadt Flensburg und auf dänischer Seite die Region Syddanmark sowie die vier bisherigen Kommunen Nordschleswigs Tønder Kommune, Aabenraa Kommune, Haderslev Kommune und Sønderborg Kommune zusammen.

## Bevölkerung

### Herkunft
In Nordschleswig leben ca. 250.000 Menschen. Die deutsche Minderheit, die sich selbst als deutsche Volksgruppe oder deutsche Nordschleswiger bezeichnet, macht heute etwa 6 bis 10 Prozent der Bevölkerung aus, etwa 10.000 bis 20.000 Menschen. Bei der Volksabstimmung 1920 stimmten etwa 25.329 Einwohner (24,98 %) für Deutschland. Ihre Größe wurde vor dem Zweiten Weltkrieg mit bis zu 30.000 angegeben, inzwischen ist sie infolge von Assimilation und Migration auf das heutige Ausmaß zurückgegangen.

### Sprachen
In Nordschleswig wird neben dem Standarddänischen und Süderjütisch (Sønderjysk) noch Deutsch gesprochen, letzteres meist in Form des Nordschleswigdeutschen als einer vom Dänischen beeinflussten Variante des Hochdeutschen (bzw. Kontaktvarietät zum Dänischen). Die meisten deutschen Nordschleswiger sind sowohl der deutschen als auch der dänischen Sprache mächtig. Etwa zwei Drittel der deutschen Nordschleswiger verwendet Dänisch als Umgangssprache. Deutsch ist jedoch weiter Kultursprache der deutschen Minderheit.
Das charakteristische Sønderjysk hat sich neben den beiden Hochsprachen vor allem auf dem Land erhalten und wird von fast allen Angehörigen der deutschen Volksgruppe, wo es bei etwa zwei Dritteln Haussprache ist, und noch von vielen Dänen gesprochen. Unterschiede in der Verwendung der jeweiligen Sprache zeigen sich eher in der Schul- und Hochsprache; für offizielle Anlässe (z. B. Sitzungen) der deutschen Volksgruppe wird Deutsch vorgezogen.
Der Gebrauch des Niederdeutschen (Nordschleswiger Platt) war in Nordschleswig relativ gering, und heute wird es nur noch von wenigen Familien als Umgangssprache verwendet. Im Nordschleswiger, der Tageszeitung der deutschen Minderheit, gibt es eine kleine tägliche Spalte auf Nordschleswiger Platt.

## Wirtschaft
Die Region ist vor allem von Landwirtschaft und Tourismus geprägt. An der Westküste spielt der Tourismus eine wichtige Rolle, teilweise aber auch an der Ostküste. Neben mittelständischen Betrieben haben auch einige große Firmen ihren Sitz in der Region, namentlich Danfoss in Nordborg (deutsch Norburg), Ecco in Bredebro oder Gram in Vojens (deutsch Woyens).

## Medien
In Nordschleswig erscheinen mit JydskeVestkysten und Der Nordschleswiger je eine Tageszeitung in dänischer und deutscher Sprache. Erstere hat ihre Zentralredaktion in Esbjerg und erscheint mit mehreren Lokalausgaben im Landesteil. Neben den Tageszeitungen produziert Danmarks Radio mit Radio Syd ein regionales Programm für die Region.
Seit einigen Jahren existiert mit Radio Mojn auch ein privates Radioprogramm. Auf diesem sowie auch auf Radio 700 und Radio Flensburg laufen dreimal täglich aktualisierte deutschsprachige Nachrichten, die vom Nordschleswiger gestaltet werden.
Über den Fernsehsender TV2 werden regionale Nachrichtenprogramme sowie einige andere Produktionen des TV Syd ausgestrahlt.

## Politik
In Nordschleswig besteht neben den landesweiten dänischen Parteien die Schleswigsche Partei (SP). Die SP tritt als Regionalpartei und Interessenvertretung der deutschen Minderheit in Nordschleswig an. SP-Vertreter wurden in drei der vier Kommunen Nordschleswigs gewählt, und in der letzten (Haderslev, deutsch Hadersleben) wurde durch eine Sonderregelung ein Mandat ohne Stimmrecht zugesichert. (Siehe: Minderheitenwahlrecht)
Nach der Gebietsreform, mit der am 1. Januar 2007 das Sønderjyllands Amt in der Region Syddanmark aufging, ist die SP nicht mehr auf regionaler Ebene vertreten.
Die deutsche Minderheit ist im Kontaktausschuss für die deutsche Minderheit bei Regierung und Folketing in Kopenhagen vertreten und betreibt dort auch ein ständiges Sekretariat. In Kiel nimmt das Gremium für Fragen der deutschen Minderheit den Kontakt zum Schleswig-Holsteinischen Landtag wahr. In beiden Gremien ist der BDN vertreten.

## Geschichte

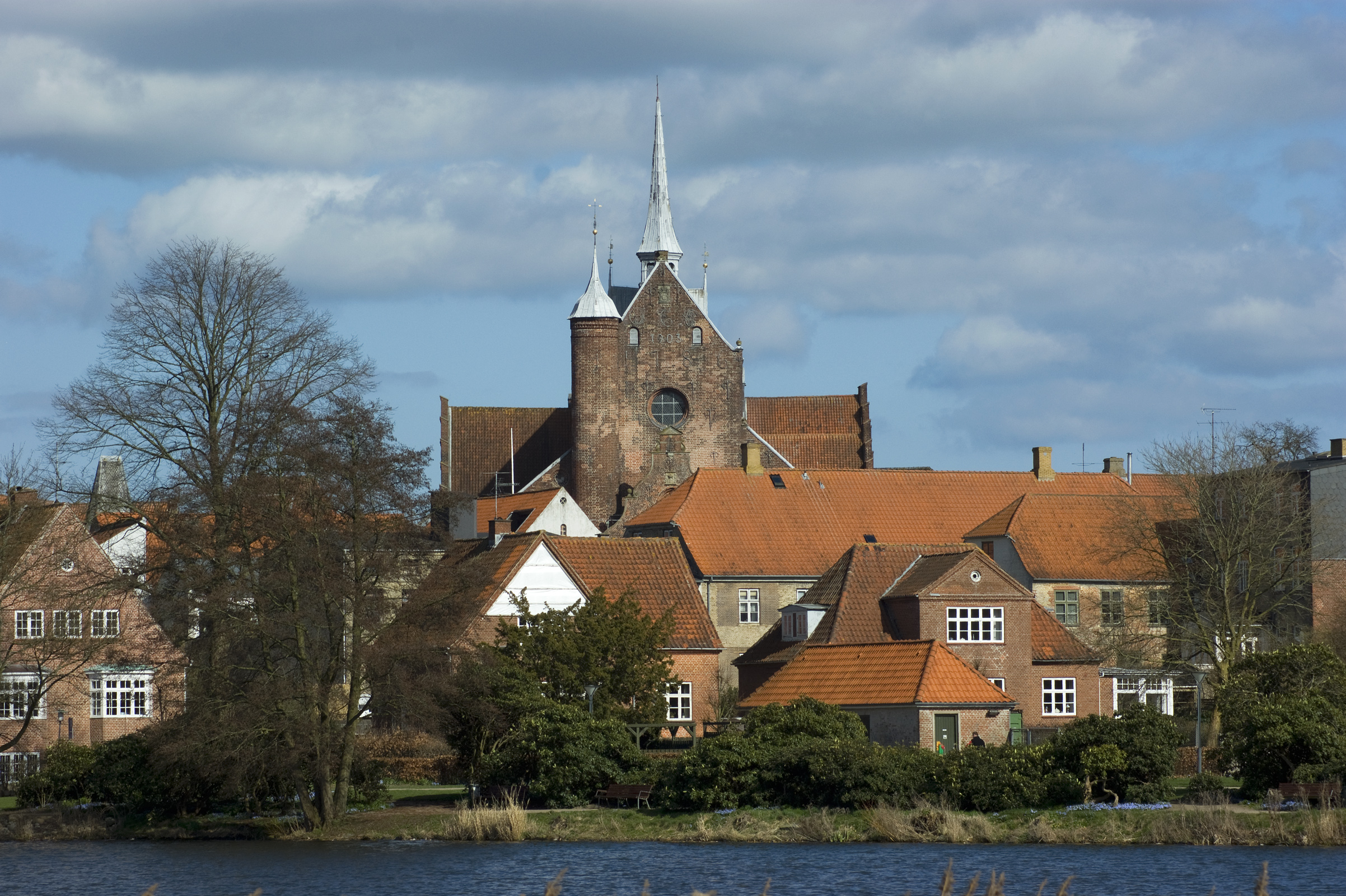
Die Marienkirche Hadersleben aus dem 13. Jahrhundert ist die bedeutendste Kirche Nordschleswigs

Nordschleswig war ein Teil des Herzogtums Schleswig. Nach den Volksabstimmungen von 1920 wurde dieser Teil Schleswigs Dänemark zugeteilt.
Schleswig oder Süderjütland war im frühen Mittelalter noch Teil des Königreiches Dänemark; doch bereits im 12. Jahrhundert entwickelte es sich zu einem Jarltum und später zu einem Herzogtum, das sich politisch-wirtschaftlich stark an das benachbarte Holstein anlehnte. Der holsteinische Einfluss in Schleswig zeigte sich besonders in der Heirat des Königs Abel mit Mechthild von Holstein, der Tochter des holsteinischen Grafen Adolf IV., im Jahr 1237 und 1375 bis 1459 in der Regierungszeit der Schauenburger, die zugleich Fürsten von Holstein waren. Von 1460 war der dänische König wieder Herzog von Schleswig, das Herzogtum stand entsprechend in einer Personalunion mit Dänemark. Staatsrechtlich entwickelte Schleswig sich als Lehen Dänemarks. Zeitweise erhielten die jüngeren Brüder des Königs zum Ausgleich Anteile in den Herzogtümern (Sekundogenitur), so kam es zum Beispiel bei der Landesteilung 1544 zur Entstehung der Gottorfer Anteile in den Herzogtümern. In den königlichen Anteilen Schleswigs regierte der dänische König sowohl als Herzog (Vasall) als auch als König (Lehnsherr), während er in den übrigen Anteilen ausschließlich Lehnsherr war. Für die Gebiete mit adeligen oder kirchlichen Gütern gab es zudem gemeinsam regierte Anteile. Für Belange, die die ganzen Herzogtümer betrafen, gab es eine gemeinsame Regierung. Nach dem Nordischen Krieg 1721 fielen die herzoglichen Anteile wieder an den König.
In Schleswig galt noch bis zur Ablösung durch das Bürgerliche Gesetzbuch im Jahr 1900 das Jütische Recht (Jyske Lov). Das 1683 in Dänemark eingeführte Dänische Recht (Danske Lov) galt nur in den Königlichen Enklaven (wie im Süden der Insel Rømø). Ansonsten galt in Schleswig die Rechtsprechung des dänischen Reiches mit den reichsweiten Obergerichtshöfen und der Gesetzgebung des Danehofs noch bis zur Regierungszeit König Friedrichs I. (1523–1533). Seit 1920 gilt in Nordschleswig das Recht Dänemarks.

### 19. Jahrhundert
Im 19. Jahrhundert führten die Versuche, einerseits Schleswig vereint mit Holstein ganz von Dänemark zu lösen und in einen deutschen Bundesstaat zu integrieren, andererseits das Herzogtum dem Königreich Dänemark einzuverleiben, zu nationalen und verfassungsrechtlichen Auseinandersetzungen. Schließlich mündeten die Gegensätze in die Schleswig-Holsteinische Erhebung und den Deutsch-Dänischen Krieg (1864).
Im Londoner Protokoll von 1852 legten die europäischen Großmächte fest, dass der dänische König Schleswig und Holstein nicht trennen durfte. Da Holstein im Gegensatz zu Schleswig ein Gliedstaat des Deutschen Bundes war, verbot dies faktisch die geplante Vereinigung Schleswigs mit Dänemark.

### Deutsche Zeit nach 1864

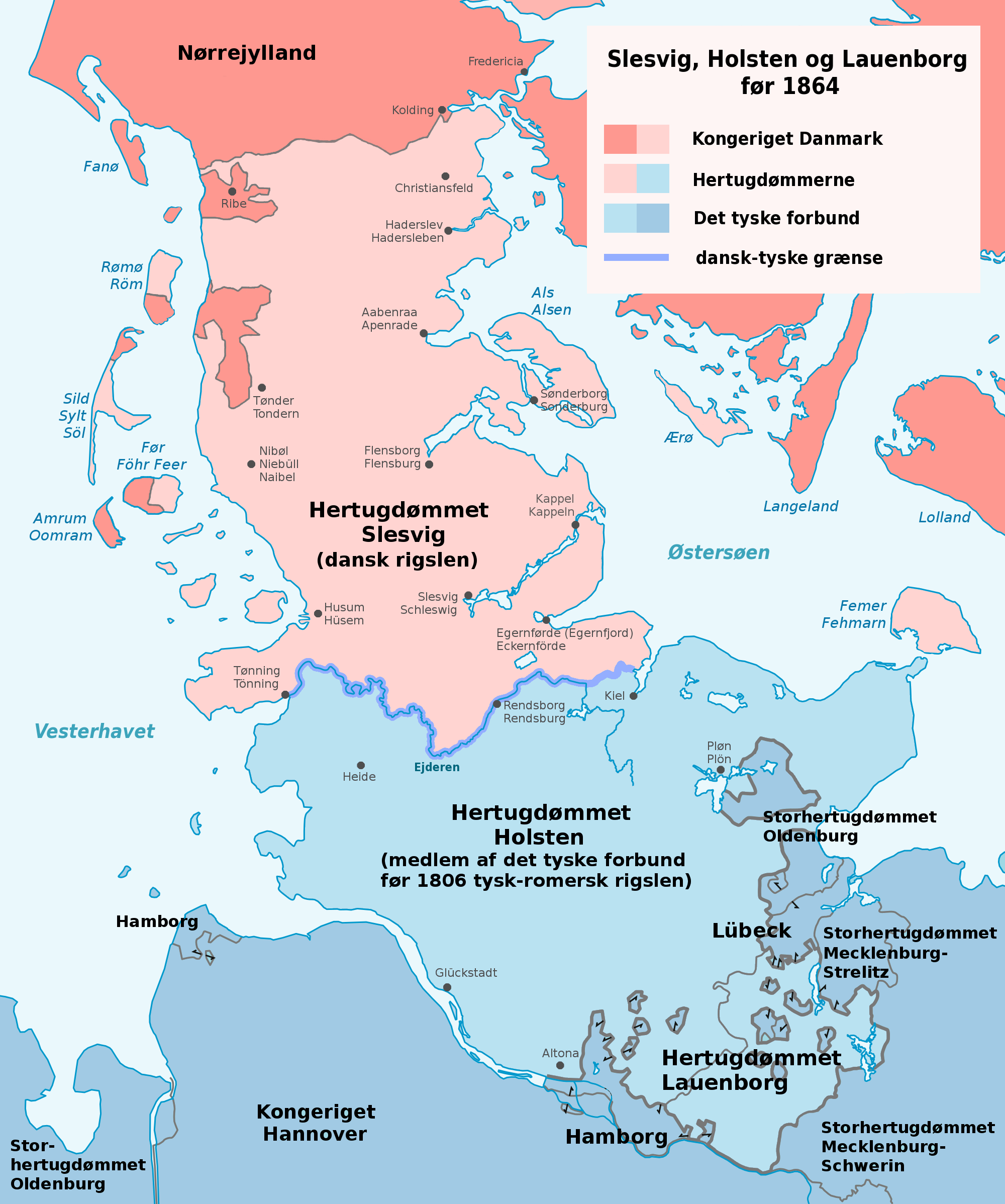
Die Herzogtümer zur Zeit des Gesamtstaates

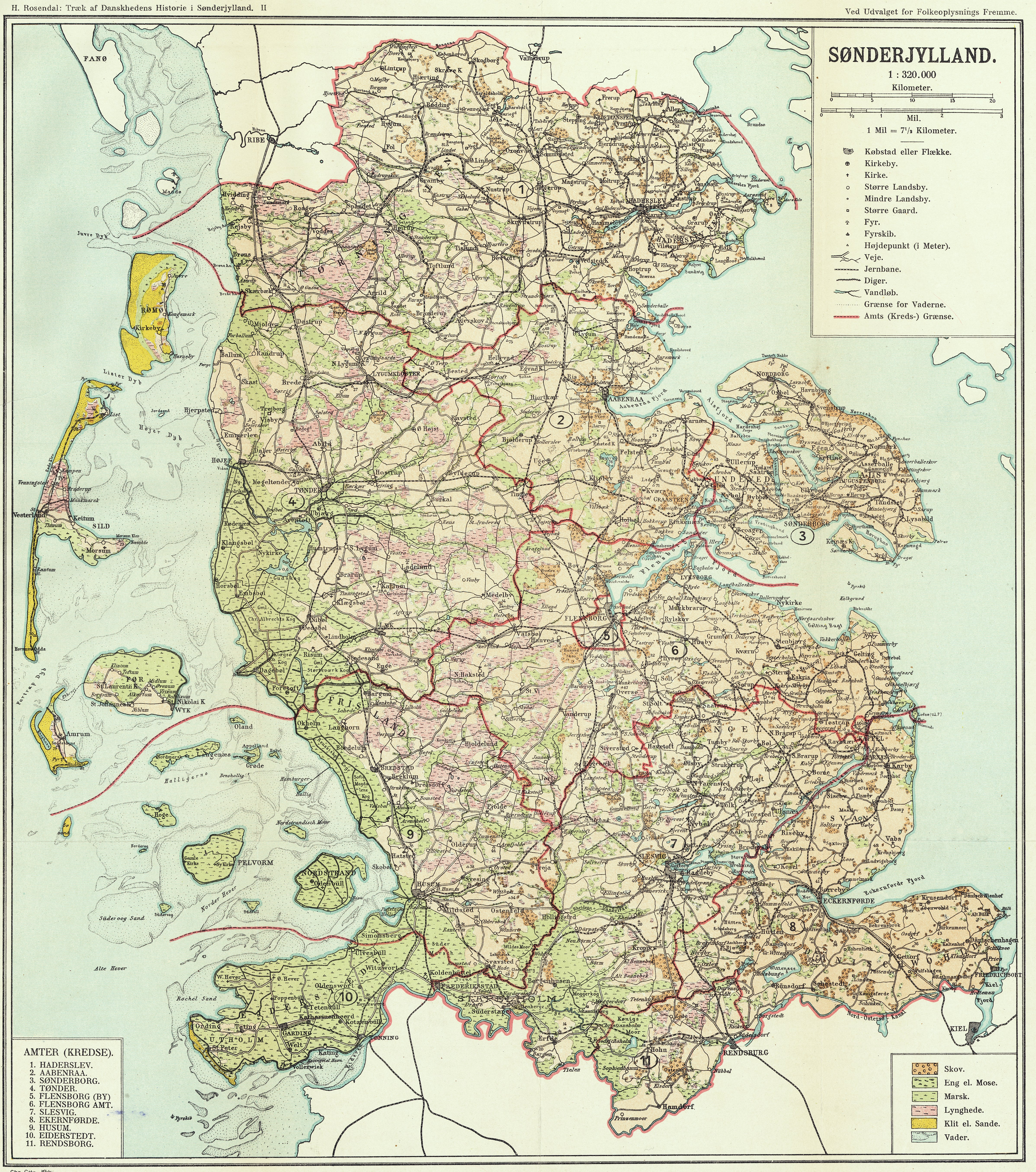
Das Gebiet des ehemaligen Herzogtums Schleswig 1918

Nachdem im Deutsch-Dänischen Krieg die Entscheidung nahezu gefallen war, kam es auf der Konferenz von London (1864) zu Verhandlungen über eine mögliche Teilung Schleswigs. Die preußische Seite offerierte die Grenzlinie Apenrade-Tondern, während die dänische Seite die Grenzlinie Tönning-Danewerk-Eckernförde anbot. Kompromissvorschläge von Seiten Großbritanniens und Frankreichs wie eine Teilung auf Höhe der Schlei oder einer Linie Gelting-Husum fanden keine Zustimmung der kriegsführenden Parteien. Darauf flammte der Krieg wieder auf, und Preußen eroberte Alsen und mit Österreich kurze Zeit später ganz Jütland. Dänemark musste im Frieden von Wien (1864) das ganze Herzogtum Schleswig und die Herzogtümer Holstein und Lauenburg an Preußen und Österreich abtreten, die es beide gemeinsam verwalteten. Nur kleinere Gebiete im Norden blieben gegen einen Landaustausch mit den Königlichen Enklaven bei Dänemark. Im Prager Frieden nach dem preußisch-österreichischen Krieg von 1866 wurden die drei Herzogtümer endgültig Preußen zugeteilt, das aus ihnen die Provinz Schleswig-Holstein bildete. Auf Druck des französischen Kaisers Napoleon III. wurde eine Sonderbestimmung in den Vertrag im Paragraph 5, eingefügt, nachdem „die Bevölkerung der nördlichen Distrikte von Schleswig, wenn sie durch freie Abstimmung den Wunsch zu erkennen geben, mit Dänemark vereinigt zu werden, an Dänemark abgetreten werden sollen“. Dieser Paragraph sorgte für Hoffnung bei der dänischen Bevölkerungsmehrheit in Nordschleswig; jedoch wurde er 1879 von den eigentlichen Vertragspartnern, Preußen und Österreich, einvernehmlich annulliert.
In der Kaiserzeit gingen die nationalen Konflikte weiter. Der dänische Bevölkerungsteil forderte kulturelle Freiheit und gab den Gedanken an eine Grenzrevision nie auf. Versuche der preußischen Behörden (vor allem unter dem Oberpräsidenten Ernst Matthias von Köller 1897–1901), das Deutschtum im Landesteil zu stärken, hatten keinen durchschlagenden Erfolg, sondern heizten den Konflikt weiter an. Im Jahr 1888 wurde schließlich Deutsch alleinige Unterrichtssprache in allen Schulen mit Ausnahme von vier Stunden Religionsunterricht. Auch wurden nach 1896 von der preußischen Regierung gezielt Höfe aufgekauft und in sogenannte staatliche Domänehofe (dänisch: Domænegårde) umgewandelt, die mit deutschen Pächtern besetzt wurden. Etwa 60.000 dänische Schleswiger wanderten bis 1900 aus, davon etwa 40.000–45.000 nach Übersee. Etwa 25.000 Schleswiger wählten als Optanten die Möglichkeit, die dänische Staatsangehörigkeit beizubehalten. Die hieraus entstehende Problematik der Staatsangehörigkeit der Kinder dänischer Optanten wurde 1907 im sogenannten Optantenvertrag gelöst. Unter der repressiven Sprach- und Kulturpolitik Preußens begann die dänische Minderheit sich zunehmend zu organisieren, beispielsweise mit Gründung des Nordschleswigschen Wählerverbandes. Wirtschaftlich ging es derweil mit Nordschleswig leicht aufwärts, und die Industrialisierung erreichte zumindest die östlichen Kreisstädte. Allerdings lag Nordschleswig abseits der großen Verkehrsströme und wurde in seiner Entwicklung dadurch behindert, dass die vorher relativ durchlässige Grenze zwischen dem eigentlichen Königreich Dänemark und dem Herzogtum Schleswig nunmehr eine Grenze zwischen zwei Nationalstaaten und die Region ihres nördlichen Hinterlandes beraubt war. So geriet Nordschleswig sowohl im Vergleich etwa zu Holstein, aber auch zum östlichen Jütland immer mehr ins Hintertreffen. Die bisher das nördliche Hinterland dominierenden Städte Hadersleben und Apenrade wurden von bislang kleineren Städten wie Kolding oder Vejle hinsichtlich der Wirtschaftskraft und Einwohnerzahl deutlich überholt und liegen bis heute in deren wirtschaftlichem Schatten.
5000 junge Nordschleswiger starben in den vier Jahren des Ersten Weltkriegs an den Fronten. Der Landesteil selbst wurde nicht Kriegsschauplatz; doch legte man aus Furcht vor einer britischen Invasion über das neutrale Dänemark den Bunkergürtel der Sicherungsstellung Nord an. Am Ende des Krieges war der Landesteil wie weite Teile Europas von der Kriegswirtschaft ruiniert.

### Volksabstimmung
Der Vertreter der dänischen Volksgruppe in Schleswig im deutschen Reichstag, Hans Peter Hanssen, erhielt im Oktober 1918 von der neuen Reichsregierung das Zugeständnis, dass die Schleswig-Frage nach dem Selbstbestimmungsrecht der Völker entschieden werden sollte. Obwohl die Bezeichnung „Nordschleswig“ durchaus gebräuchlich war, gab es jedoch vor der Abstimmung noch keinen genau definierten Raum. Nach dem Ersten Weltkrieg wurde in den Artikeln 109 bis 114 des Versailler Vertrages festgelegt, dass die Bevölkerung in Schleswig im Rahmen einer Volksabstimmung die Grenze zwischen Deutschland und Dänemark selbst festlegen könne.
Das Plebiszit wurde in zwei Abstimmungszonen abgehalten. Die Modalitäten der Abstimmung führten jedoch zu Kontroversen: Die Grenzen wurden nicht – wie im Versailler Vertrag bestimmt – einvernehmlich und auch nicht durch die Bevölkerung Schleswigs festgelegt, sondern durch Dänemark, das bei der alliierten Kommission sowohl die Aufteilung in von Dänemark definierte Abstimmungszonen sowie unterschiedliche Modalitäten der Abstimmung in diesen durchsetzte. So wurden eine nördliche Zone (1. Abstimmungszone), in der en bloc als Ganzes abgestimmt wurde, und eine südliche Zone (2. Abstimmungszone), in der anschließend Gemeinde für Gemeinde abgestimmt wurde, eingerichtet, mit dem Ziel, anschließend die Grenze entsprechend den Ergebnissen weiter zu verschieben.
Stimmberechtigt waren sämtliche vor dem 1. Januar 1900 geborenen Personen, die entweder aus dem Plebiszitgebiet stammten oder dort zumindest seit 1900 ihren Wohnsitz unterhielten oder, vor 1900 dort wohnhaft, von dänischen (bis 1864) oder deutschen Behörden (bis 1914) ausgewiesen worden waren. Dies setzte entsprechende Aktivitäten beider Volksgruppen zur Mobilisierung von Landsleuten außerhalb der Abstimmungszonen in Gang.
Die 1. Abstimmungszone umfasste das heutige Nordschleswig, definiert durch die „Clausen-Linie“ südlich von Tønder (deutsch Tondern) und nördlich von Flensburg, die den heutigen deutsch-dänischen Grenzverlauf markiert.

Clausen-Linie und Tiedje-Linie

Durch die Grenzziehung wurden die Landkreise Tondern und Flensburg zerschnitten. Ziel der Vertreter Dänemarks – neben H. V. Clausen vor allem H. P. Hanssen – war es, ein möglichst großes zusammenhängendes Gebiet zu schaffen, das daneben auch in Hinsicht von Wirtschaft und Verkehrswegen funktionell war. Die Clausen-Linie entsprach zwar der Linie zwischen deutscher und dänischer Kirchensprache, wie sie Mitte des 19. Jahrhunderts verlief, trennte jedoch nicht Sprach- und Gesinnungsgebiete zur Zeit der Abstimmung. Um nicht durch Einbeziehung der bevölkerungsreichen, mehrheitlich deutschgesinnten Stadt Flensburg eine mögliche Wahlniederlage in der nördlichen Zone zu riskieren, wurde die Abstimmungsgrenze direkt nördlich Flensburgs gelegt, was sogar zu Protesten von dänischer Seite führte, da die Stadt kulturelles und wirtschaftliches Zentrum des gesamten Schleswig war. Bei den Reichstagswahlen 1867 hatte die Stadt eine dänische Mehrheit gezeigt, bei den Reichstagswahlen 1907 und 1912 gab es über den gesamten Wahlkreis Apenrade-Flensburg, also zusammengelegt mit stark dänisch-orientierten Gebieten, bereits nur noch 13,5 % und 13,7 % für die dänische Partei. H. P. Hanssen verteidigte seine Auffassung so, dass Flensburg zwar zu Nordschleswig gehöre, „aber nicht dem dänischen Nordschleswig“ – wie das Ergebnis der Abstimmung mit 75 % für Deutschland in der Stadt zeigte, zu Recht.

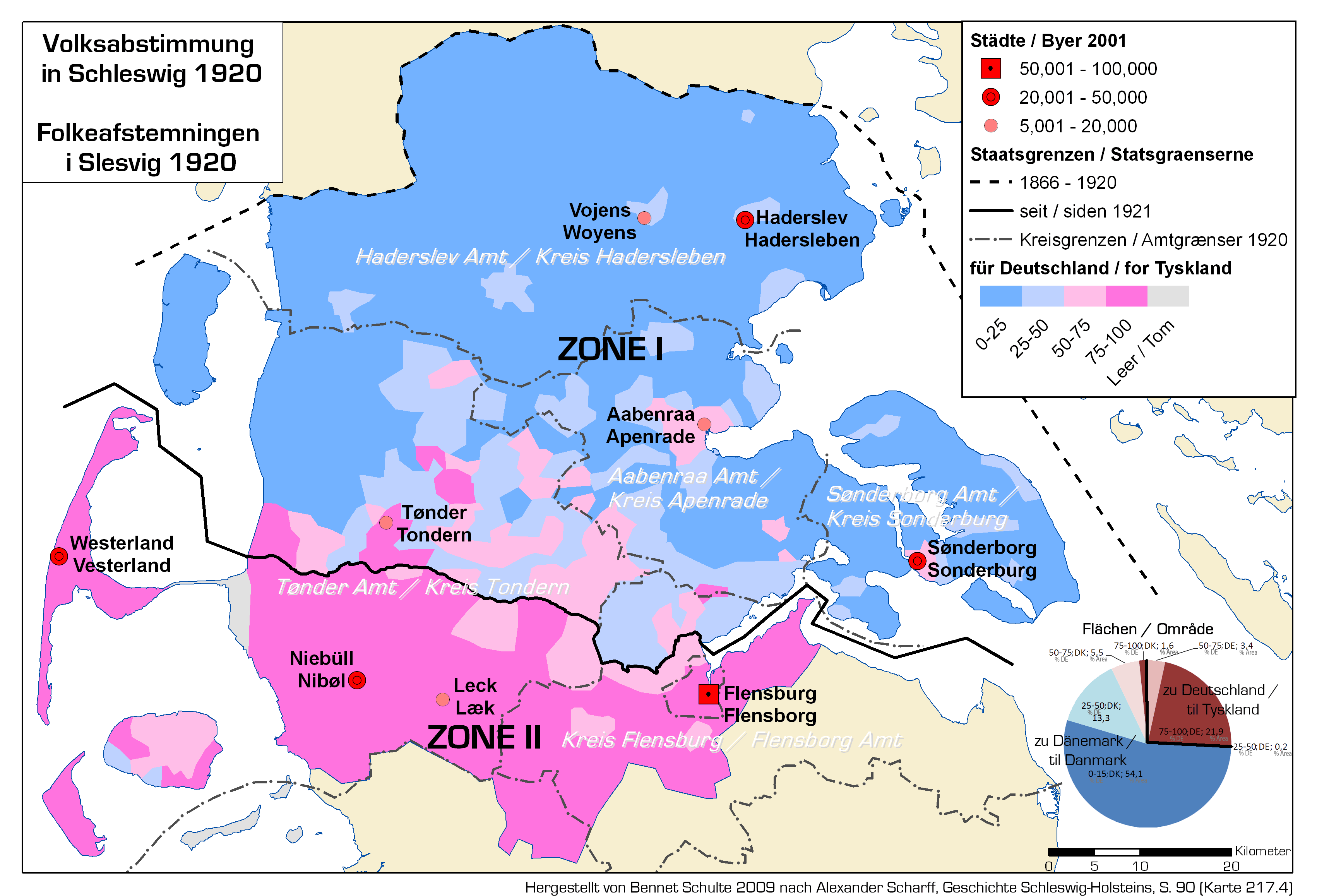
Abstimmungsergebnis

Bei der Abstimmung in der 1. Zone am 10. Februar 1920 votierten 74,9 Prozent der Stimmberechtigten für eine Vereinigung mit Dänemark.
In den drei nördlichen Landkreisen Hadersleben, Apenrade und Sonderburg waren die Ergebnisse mit Anteilen von 16 %, 32 % und 23 % für Deutschland relativ eindeutig, wenn auch die Städte Apenrade mit 55 % und Sonderburg mit 56 % mehrheitlich deutsch stimmten, der Flecken von Augustenburg noch fast 50 % und die Stadt Hadersleben immerhin noch fast 40 % deutscher Stimmen vorweisen konnten. Hier dominierten die ländlichen Gebiete über die Städte.
In den ebenfalls der Zone I zugeschlagenen nördlichen Teilen der beiden Grenz-Landkreise Tondern und Flensburg mit jeweils über 40 % Stimmen für Deutschland und knapp 60 % für Dänemark waren die Verhältnisse hingegen nahezu ausgeglichen, wie beispielsweise der Flecken von Lügumkloster mit 49 % zu 51 % zeigt, und mit der Stadt Tondern mit 77 %, dem Flecken Hoyer mit 73 % sowie dem Umland mit 70 % deutschen Stimmen fand sich eine Zone, die insgesamt mehrheitlich deutsch stimmte.
Diese direkt an der Trennlinie zwischen den Abstimmungszonen I und II gelegenen Gebiete, die mehrheitlich für Deutschland gestimmt hatten, bildeten zusammenhängende Gebiete im Südwesten um Tondern und Südosten nördlich Flensburgs. Sie wurden als Tiedje-Gürtel bezeichnet, da sie gemäß Vorschlag des deutschen Historikers Johannes Tiedje Deutschland hätten zugeteilt werden sollen.
Die En-bloc-Abstimmung führte jedoch dazu, dass neben den Städten mit deutscher Mehrheit, die isoliert in einem ansonsten mehrheitlich dänischsprachigem Umland lagen, auch dieser deutlich deutschgesinnte Bereich um Tondern zu Dänemark kam und von seinem Umland abgeschnitten wurde.
Südlich der Clausen-Linie, in der 2. Abstimmungszone mit Glücksburg, Flensburg, Niebüll, Sylt, Föhr und Amrum, stimmten 80,2 Prozent der Stimmberechtigten für einen Verbleib beim Deutschen Reich; dabei lagen die Anteile dänischer Stimmen in den Westküsten-Landkreisen Tondern und Husum-Nord bei 10–12 %, in der seit 1871 stark gewachsenen Stadt Flensburg und dem Landkreis Flensburg bei 25 % und 17 %.

### Abtretung an Dänemark
Das Gesamtergebnis der Abstimmung war relativ klar, wenn auch nicht so deutlich wie das Resultat der anschließenden südlichen Abstimmung; doch gab es weiterhin Proteste auf beiden Seiten, vor allem seitens der Deutschgesinnten im Tiedje-Gürtel. Dennoch wurde eine Revision der Gebietsteilung aufgrund der Abstimmungsergebnisse nicht in Erwägung gezogen: Am 15. Juni 1920 wurde Nordschleswig als „die südjütischen Landesteile“ (de sønderjyske Landsdele) in das Königreich Dänemark integriert.
In Dänemark wird die Eingliederung Nordschleswigs häufig als „Wiedervereinigung“ bezeichnet.
Völkerrechtlich erhielt Dänemark die Souveränitätsrechte über Nordschleswig im Pariser Vertrag vom 5. Juli 1920 von den alliierten Siegermächten übertragen, die sich auf die Einigung über den Grenzverlauf zwischen Deutschland und Dänemark vom 15. Juni bezogen.